# Дамян Дамянов (хирург)
Вижте пояснителната страница за други личности с името Дамян Дамянов.
Дамян Николов Дамянов е български лекар-хирург, началник на Клиниката по хирургия при УМБАЛ „Царица Йоанна – ИСУЛ“, ръководител на Клиничния център по гастроентерология в Медицинския университет – София. От 1998 до май 2015 г. е председател на Съюза на учените в България, от 2012 г. е академик на Българската академия на науките, от 2013 до 2016 г. включително е неин заместник-председател.

## Професионална биография
Дамян Дамянов е роден на 24 февруари 1946 г. в с. Драгоево, Шуменско.
През 1971 г. завършва висшето си образование във ВМИ – София, а четири години по-късно придобива специализация по хирургия.
От 1974 до 1985 г. е последователно асистент, старши асистент и главен асистент в Катедрата по коремна хирургия на Националния институт по гастроентерология при Медицинска академия (МА) – София. През 1985 г. е избран за доцент в Клиниката по коремна хирургия на Научния институт по гастроентерология и хранене към МА и започва да ръководи сектор „Жлъчно-чернодробна и панкреатична хирургия“.
През 1979 г. с решение на ВАК става кандидат на медицинските науки. През 1991 г. защитава голяма докторска степен и с решение на ВАК става доктор на медицинските науки. От 1996 г. е професор. От 1995 г. ръководи Клиниката по хирургия при УМБАЛ „Царица Йоанна – ИСУЛ“ и Клиничния център по гастроентерология в Медицински университет – София.
Дамян Дамянов членува и заема различни ръководни позиции в български професионални и научни организации. От 1998 г. до 2016 г. заема поста председател на Съюза на учените в България. От 2002 г. е председател и на Българското хирургично дружество, в което членува от 1972 г. По време на съществуването на Висшата атестационна комисия е член на Научна комисия по хирургични науки към ВАК (от 2003 г.) и член на Президиума на ВАК и заместник-председател на Комисията (от 2006 г.). Членува в
Българската асоциация на хирурзи и гастроентеролози; Deutsche Gesellschaft fuer Chirurgie; International Association of Hepato-Pancreato-Biliary Surgery; International Association of Surgeons, Gastroenterologists and Oncologists. Член е на редколегията на списание „HepatoGastroenterogy“, член на борда на European Academy of Sciences; почетен член на Румънското и Македонското хирургично дружество.
През 2008 г. проф. Дамян Дамянов е избран за член-кореспондент, а през 2012 г. – за академик на Българската академия на науките. През 2013 г. до 2016 г. е избран за заместник-председател на академията.

## Приноси
Областите на професионален интерес на акад. Дамянов са висцерална хирургия и хирургично лечение на заболяванията на стомашно-чревния тракт, жлъчна система, черен дроб, панкреас, далак, коремна стена и други.
Към юни 2014 г. акад. Дамян Дамянов е автор и съавтор на над 30 учебника и научни монографии и над 250 публикации в български и чуждестранни списания. Автор е на 2 изобретения, 1 полезен модел и 14 рационализации.

## Признание и отличия
- 2001: Грамота за постижения в областта на колопроктологията;
- 2003: Грамота от Медицинския университет – София за най-успешна научна разработка в областта на медицината;
- 2003: орден „Стара планина“ – I степен;
- 2006: почетен знак „Марин Дринов“ на лента на БАН;
- 2006: почетен знак „Aesculapius“ на МУ – София;
- 2007: почетен знак „Panacea“ на МУ – София.[2]
- 2008: Почетен член на Румънското хирургическо дружество и на Сдружението на хирурзите в Македония;
- 2008 г. Медик на годината, избран от инициативен комитет на в „Форум медикус“
- 2008 г. Лекар на годината по линия на Български лекарски съюз
- 2011 г. Лекар на годината по линия на Министерство на здравеопазването, СБМД, в. „Български лекар“
- 2015 г. орден „Св. св. Кирил и Методий“
- и други почетни отличия от БЛС, СУБ, Медицински университети от Варна, Пловдив, Плевен, Българската асоциация по история на медицината, БЧК.
- През 2006 г. Община Шумен присъжда на проф. Дамянов общественото звание Почетен гражданин на Шумен.[4]
- Почетен гражданин на община Велики Преслав[5]